# Du är en vårvind i april
"Du är en vårvind i april" är en svensk poplåt från 1968 skriven av Bo-Göran Edling (text) och Staffan Ehrling (musik). Den framfördes av Svante Thuresson i Melodifestivalen 1968 där den slutade på andra plats med 21 poäng.
Låten släpptes som singel i april 1968 på Metronome med "Det känns skönt – det känns bra" som B-sida. Singeln producerades av Sven Olof Bagge och Anders Burman och spelades in med Rune Persson som ljudtekniker. Sven-Olof Walldoffs orkester ackompanjerade.
"Du är en vårvind i april" låg tre veckor på Svensktoppen 1968 mellan den 5 och 26 maj, som bäst på plats fem.
Låten finns med på samlingsalbumet Svensktoppar vol. 3 (1993) samt på Thuressons samlingsalbum Första gången och andra pärlor (2007), där även B-sidan finns inkluderad.

## Låtlista
Sida A
1. "Du är en vårvind i april" (text: Bo-Göran Edling, musik: Staffan Ehrling)

Sida B
1. "Det känns skönt – det känns bra" ("C'est tout bon", Hugues Aufray, Jean-Pierre Sabard, svensk text: Robert Broberg)